# Kampong Badar
Kampong Badar is een bestuurslaag in het regentschap Subulussalam van de provincie Atjeh, Indonesië. Kampong Badar telt 880 inwoners (volkstelling 2010).